# Кирил Стоев
Кирил Георгиев Стоев е български политик и софтуерен инженер, от 2023 г. е кмет на община Радомир, излъчен от листата на местна коалиция „ПП – ДБ, БЗНС, ВМРО-БНД“. В периода от януари до август 2022 г. е областен управител на Перник.

## Биография
Роден е на 4 януари 1982 г. в град Радомир, Народна република България. Завършва висшето си образование в УНСС в София, специалност „Европейска интеграция“. През 2009 г. се жени, има три деца.

### Политическа дейност
На местните избори през 2023 г. е кандидат за кмет от местна коалиция „ПП – ДБ, БЗНС, ВМРО-БНД“ на община Радомир. На проведения първи тур получава 2439 гласа (или 31,56%) и се явява на балотаж с дотогавашния кмет Пламен Алексиев от коалиция „ГЕРБ – СДС“, който получава 2345 гласа (или 30,34%). На провелия се втори тур е избран за кмет, като получава 4300 гласа (или 63,01%).